# Michal Prokop
Michal Prokop, né le 1er avril 1981 est un coureur cycliste tchèque. Spécialiste du VTT et du BMX, il a été champion du monde de four-cross en 2003, 2006 et 2011 et vainqueur de la coupe du monde de cette discipline en 2004 et 2006.

## Palmarès en four-cross
| Année                | 2003 | 2004 | 2005 | 2006 | 2007 | 2008 | 2009 | 2010 | 2011 |
| Championnat du monde | 1er  | 3e   |      | 1er  |      |      |      | 3e   | 1er  |
| Coupe du monde       | 2e   | 1er  | 2e   | 1er  | 2e   | 11e  |      | 4e   | 5e   |

## Palmarès en BMX
| Année                          | 2002 | 2003 | 2004 | 2005 | 2006 | 2007 | 2008 |
| Championnat du monde (cruiser) | 3e   | 2e   |      |      |      |      |      |
| Coupe du monde                 |      | 3e   | 3e   |      | 2e   | 5e   | 10e  |

## Récompenses
- Cycliste tchèque de l'année : 2006